# Stigmaphyllon merrillii
Stigmaphyllon merrillii är en tvåhjärtbladig växtart som beskrevs av C.E.Anderson. Stigmaphyllon merrillii ingår i släktet Stigmaphyllon och familjen Malpighiaceae. Inga underarter finns listade i Catalogue of Life.